# Pfarrhaus (Köngetried)

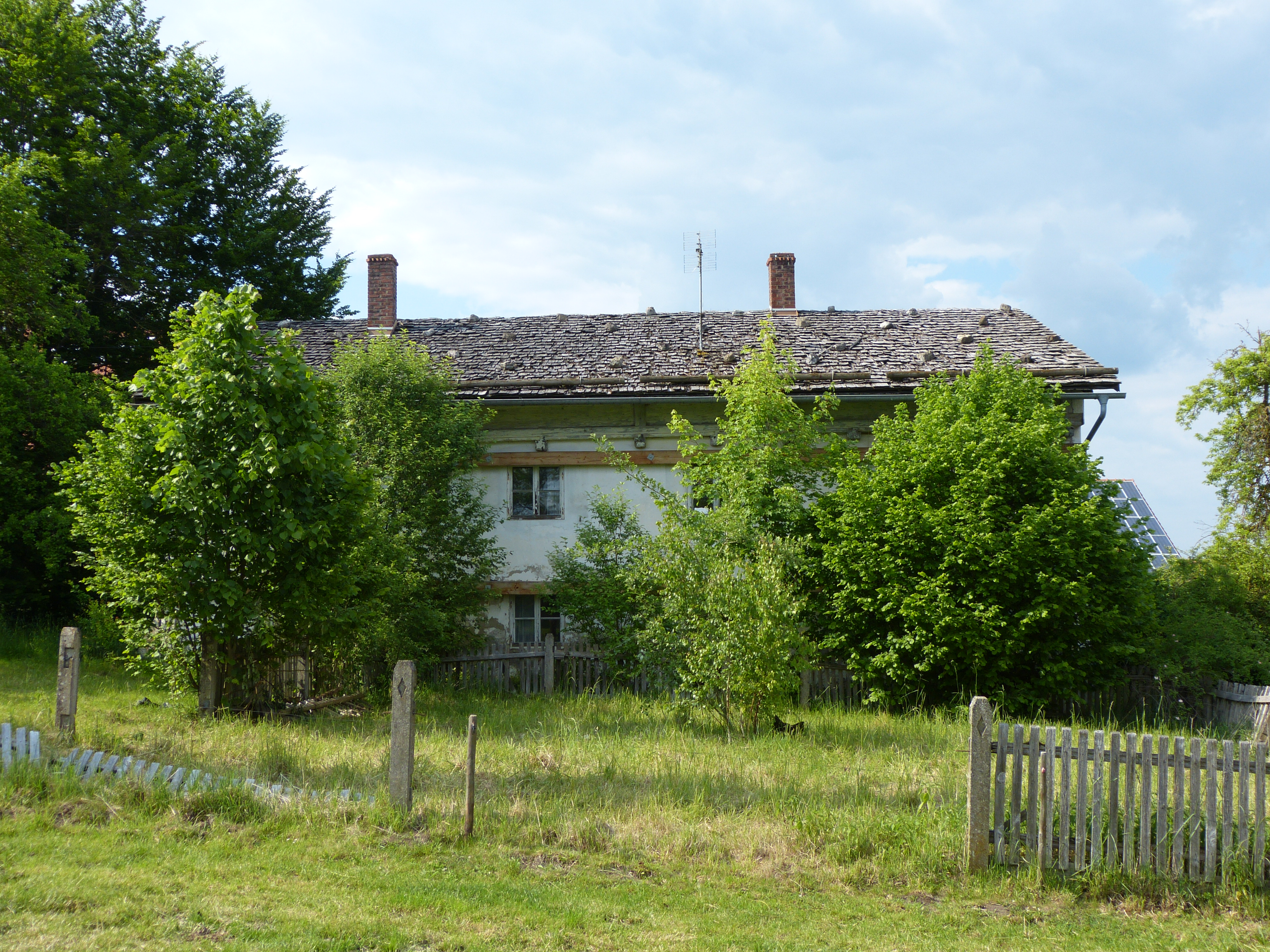
Ehemaliges Pfarrhaus in Köngetried

Das Pfarrhaus in Köngetried, einem Ort in der Gemeinde Apfeltrach im Landkreis Unterallgäu im bayerischen Regierungsbezirk Schwaben, wurde 1638 erbaut und im späten 18. Jahrhundert vermutlich erneuert. Eine Renovierung des denkmalgeschützten Gebäudes fand 1969 statt.

## Architektur
Der Massivbau vom Typ eines Bauernhauses ist verputzt und mit einem flachen und weit vorkragenden, genageltem, Schindeldach gedeckt. Es besitzt einen hölzernen, geständerten Kniestock. Kerbschlingen befinden sich an der Flugpfette des Kniestocks. Die Nordhälfte des Gebäudes beherbergte ehemals den Stall. Dieser ist mit einer Holzdecke auf Balken gedeckt. Ein dreilappiger flacher Bogen aus dem späten 18. Jahrhundert befindet sich im ersten Obergeschoss zwischen dem Längs- und Querflur. Das Eckzimmer im Südwesten besitzt eine Decke mit Kehle. Ein zweitüriger Schrank aus Nadelholz mit klassizistischem Schnitzdekor an der Schlagleiste ist im Archiv aufgestellt. Der aus Holz errichtete, zum Pfarrhaus gehörige, Pfarrstadel wurde 1936 abgebrochen. Das Gebäude befindet sich seit Anfang der 2000er Jahre in einem zunehmend schlechten Zustand und verfällt zusehends.